# 涟江 (濛江)
涟江，位于中国贵州省中南部，是濛江左岸支流，发源于贵阳市花溪区党武镇摆牛村，向北流至七板桥转东南，经青岩镇后进入惠水县，纵贯惠水县西部地区后进入罗甸县，于罗甸双河口注入濛江。河长142千米，流域面积2335平方千米。